# Betty Moore
Betty R. Moore (dekliški priimek McReavie), avstralsko-angleška atletinja, * 21. november 1934, Novi Južni Wales, Avstralija.
Ni nastopila na poletnih olimpijskih igrah. Na igrah Skupnosti narodov je leta 1962 osvojila srebrni medalji v teku na 80 m z ovirami in štafeti 4x110 jardov. 25. avgusta 1962 je izenačila svetovni rekord v teku na 80 m z ovirami s časom 10,5 s.